# 图林根豪森
图林根豪森（德語：Thüringenhausen，發音：[tyːʁɪŋənˈhaʊzn̩]）是德国图林根州基夫霍伊瑟县曾经的一个市镇，面积3.8平方千米，2018年12月31日人口为108人。2019年12月31日，图林根豪森并入市镇埃伯莱本。